# メルキュールホテル横須賀
座標: 北緯35度16分52秒 東経139度39分44秒 / 北緯35.281041度 東経139.662287度
メルキュールホテル横須賀（メルキュールホテルよこすか、Mercure Yokosuka）は、神奈川県横須賀市にあるホテル。アコーホテルズの1つである。運営はアコー日本法人のAAPCジャパン（直営）。設計は東京都庁等を手がけた丹下健三。

## 特徴
2009年10月1日に開業した、汐入駅前再開発エリアの複合施設「ベイスクエアよこすか」内に入居するインターナショナルホテルである。全160室。
建物自体は1993年より旧横須賀プリンスホテルとして運営されていたが、2004年の西武グループ再編に伴うリストラ策により2005年にフロンティア・ファースト有限会社に建物を売却、その後2006年3月にプリンスホテルとしての運営も終了、2006年4月から三井不動産系のリゾートソリューションが経営するホテルトリニティ横須賀として営業されたがこちらも2008年に閉館、約1年間空き状態となっていたが、その後のオーナーである三井不動産とアコーホテルズの協力により開業となった。
なお、横須賀芸術劇場に隣接する。

## 設備
- レストラン・ビストロ・ブルゴーニュ（フランス料理）
- ロビーラウンジ・シャンゼリゼ
- 大小宴会場
- ブライダルサロン、婚礼設備

## アクセス
鉄道
- 京浜急行電鉄汐入駅直結
- JR横須賀線横須賀駅より徒歩7分

道路
- 横浜横須賀道路横須賀インターチェンジから神奈川県道28号本町山中線を経由し、終点よりすぐ。
- 国道16号（横須賀街道）沿い[1]
- 駐車場は、横須賀芸術劇場と共用の「ベイスクエアパーキング」[2]を利用。